# Raffles City (Hangzhou)
Le Raffles City est un ensemble de deux gratte-ciel de 256 mètres construits en 2017 à Hangzhou en Chine. 